# Andrejci
Andrejci (węg. Andorhegy) – miejscowość w Słowenii w gminie Moravske Toplice w regionie Prekmurje.